# Jacques Esclassan
Jacques Esclassan (Castres, 3 de setembre de 1948) va ser un ciclista francès, que fou professional entre 1972 i 1979. Els seus majors èxits esportius els aconseguí al Tour de França, on guanyà 5 etapes en les seves diferents participacions i guanyà el mallot verd de la classificació per punts el 1977. A la Volta a Espanya també aconseguiria una etapa el 1973.

## Palmarès
- 1972
  - 1r a la París-Troyes
- 1973
  - Vencedor d'una etapa de la Volta a Espanya
  - Vencedor d'una etapa de la París-Niça
- 1974
  - 1r a l'Étoile de Bessèges i vencedor d'una etapa
- 1975
  - 1r al Critèrium Internacional
  - Vencedor d'una etapa al Tour de França
  - Vencedor d'una etapa de la París-Niça
- 1976
  - Vencedor de 2 etapes al Tour d'Indre-et-Loire
  - Vencedor d'una etapa al Tour de França
  - Vencedor d'una etapa de la París-Niça
- 1977
  - 1r al Tour del Tarn
  - Vencedor d'una etapa al Tour de França i  1r de la classificació per punts
- 1978
  - Vencedor de 2 etapes al Tour de França
  - Vencedor de 2 etapes de la París-Niça
  - Vencedor d'una etapa al Critèrium del Dauphiné Libéré
- 1979
  - 1r al Gran Premi de Mònaco
  - Vencedor d'una etapa al Critèrium Internacional

### Resultats al Tour de França
- 1973. 68è de la classificació general
- 1974. 75è de la classificació general
- 1975. Abandona (9a etapa). Vencedor d'una etapa
- 1976. 80è de la classificació general. Vencedor d'una etapa
- 1977. 28è de la classificació general. Vencedor d'una etapa.  1r de la classificació per punts
- 1978. 61è de la classificació general. Vencedor de 2 etapes
- 1979. Abandona (16a etapa)

### Resultats a la Volta a Espanya
- 1973. Abandona. Vencedor d'una etapa